# Matrix-Verteidigung
Die Matrix-Verteidigung ist ein Begriff, der die Verteidigungsstrategie der Strafverteidigung verschiedener Rechtsfälle bezeichnet.  Es wird dabei die Idee, dass die Welt lediglich eine Computersimulation ist – und dass die reale Welt ganz anders sei als die Realität, die wahrgenommen wird – aufgegriffen. Namensgebend für diese Art der Verteidigung sind die Matrix-Filme, deren Universum genau auf dieser Idee aufbaut.
Mit dieser Verteidigung behauptet der Angeklagte, dass er das Verbrechen, welches er begangen habe, nur deswegen begangen habe, weil er glaubte, in der Matrix und nicht in der realen Welt zu sein. Mit dieser Verteidigung kann ein Angeklagter behaupten, dass er nie den Tod für sein Opfer beabsichtigt habe, weil er glaubte, dass das Opfer in der anderen realen Realität am Leben bleiben würde. Dies ist eine Version der Schuldunfähigkeit und gilt als Nachkomme der Taxi-Driver-Verteidigung von John Hinckley, einer der ersten Verteidigungen, die auf der Verwischung der Realität mit Filmen basiert.
Unabhängig davon, ob der Angeklagte wirklich glaubt, dass er innerhalb der Matrix gelebt hat, wurde diese Verteidigung erfolgreich eingesetzt, um Benutzer in psychiatrische Einrichtungen statt in Gefängnisse zu bringen:
- Tonda Lynn Ansley aus Hamilton, Ohio, wurde wegen ihres Wahnsinns mit dieser Verteidigung für nicht schuldig befunden, nachdem sie im Juli 2002 ihre Vermieterin in den Kopf geschossen hatte.[2]
- Vadim Mieseges aus San Francisco gab der Polizei nach dem Zerhacken seiner Vermieterin eine "Matrix"-Erklärung und wurde für geistig zu inkompetent erklärt, um vor Gericht zu stehen.[2]
- Die Anwälte von Joshua Cooke versuchten diese Verteidigung 2003 in seinem Prozess wegen Mordes an seinen Adoptiveltern anwenden, bevor er sich schuldig bekannte.[2]
- Der Fall von Lee Malvo enthielt auch Verweise auf den Film "The Matrix", die in den Schriften aus seiner Gefängniszelle erwähnt wurden; er soll nach seiner Verhaftung "Befreie dich von der Matrix" aus seiner Zelle gerufen und FBI-Agenten angewiesen haben, den Film zu sehen, wenn sie ihn verstehen wollten.[2][3][4]